# Címerkirály
Névváltozatok:

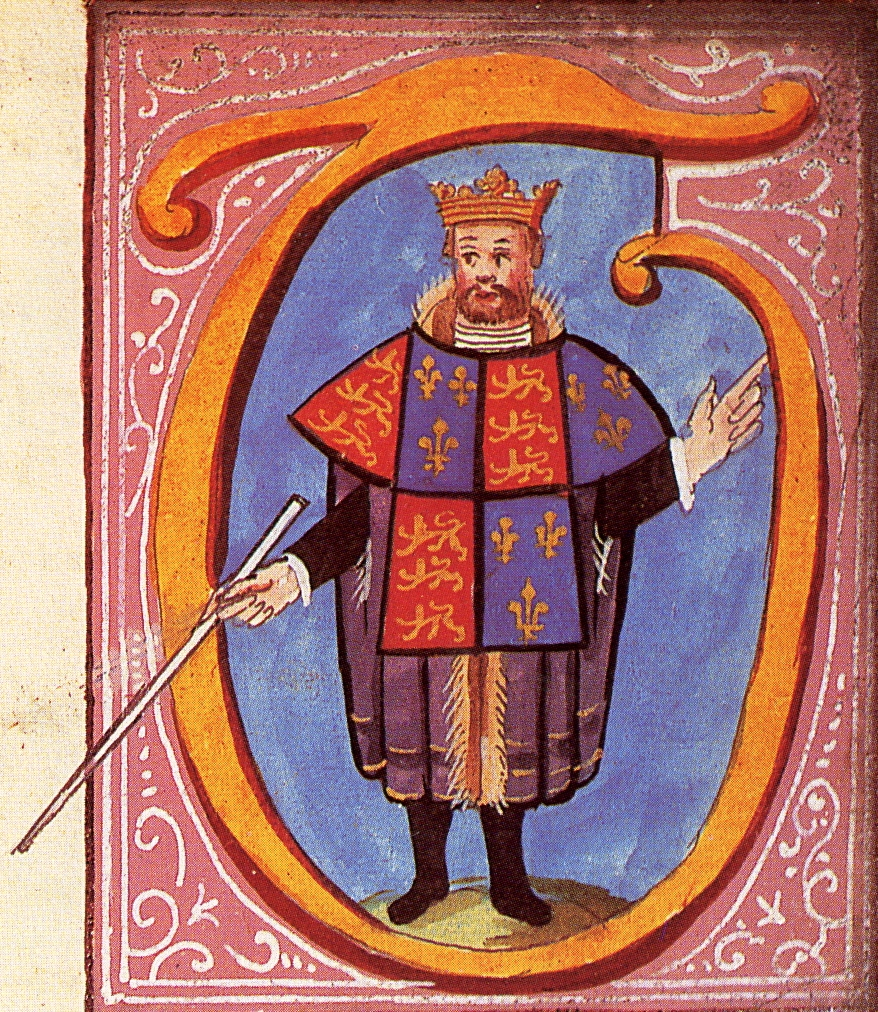
Thomas Hawley, Clarenceux címerkirálya (Clarenceux King of Arms) John Fennar 1556-os címeres levelének iniciáléján.

Angol címerkirályi korona

hu: címernagy (Bertényi Új. m. címertan 109. l.), heroldkirály

fr: roi d'armes, de: Wappenkönig, "kunig der wapen", en: king of arms, cs: král heroldů, la: rex armorum

Rövidítések
A címerkirály a heroldok és perszevantok fölött álló tisztségviselő. Az intézmény a középkori tornakirályokra (de: Spielmannskönig) megy vissza, akik a vándornépség vezetőiként (fahrenden Leut) a címerapródokkal (Knappen von den Wappen), a későbbi heroldokkal alkottak egy céhet.
Egy-egy tartomány fölött gyakorolt ellenőrzést. A címerkirály választásakor az összes elérhető címerkirályt és heroldot összehívták. Az uralkodó nevezte ki, külön hivatali nevet adott neki, a beiktatásán a fejére bort öntött (néha koronát tett a fejére) és kiváltságokkal ruházta fel, mely értelmében mindenki köteles volt neki engedelmeskedni és tisztelni. Vámmentességet is élvezett. Feladata elméleti (a heraldika szabályainak és előírásainak betartása), valamint gyakorlati volt (a címerek leírása és megtervezése, az azonos címerviselés megelőzése). A birodalmi heroldok nagy tekintélyben álltak. Méltóságukat díszes ruházatuk és jelvényük, az aranybot is kifejezte.
Az angol címerkirályi korona aranyozott ezüstből készül. Abroncsán a  “miserere mei Deus secundum magnam misericordiam tuam” felirat olvasható, rajta 16 tölgylevelet formázó ág, melyek közül minden második magasabb, mint a mellette levő. A rajzon csak kilenc ágat ábrázolnak és ezek közül is kettő csak oldalról látható. A korona süvege karmazsin szaténból készül, mely az abroncs alatt hermelinnel van körbevarrva és felül aranybojttal fedett. A címerkirályok koronája régebben az uralkodói, olykor a hercegi koronákra emlékeztetett.

## A címerkirály esküje
Az eskü szövege az angol The Black Book of the Admiralty című joggyűjteményből.
A címerkirály kötelességei:
- Először, jól végezni a munkáját és hallgatni, ha nem tartózkodik királya vagy emberei társaságában.
- Másodszor, legyen jobb a legjobbaknál.
- Harmadszor, ismerje jobban az ellenségeit, mint saját magát.
- Negyedszer, legyen mentor (tanácsadó), változtassa meg az életet.
- Ötödször, egy titkos elit közösséghez tartozik; senkinek sem mondjon többet annál, mint amennyit a társaságtól tanult.